# Rileya spadix
Rileya spadix är en stekelart som först beskrevs av Girault 1915.  Rileya spadix ingår i släktet Rileya och familjen kragglanssteklar. Inga underarter finns listade i Catalogue of Life.